# Кызылтам
Кызылтам (каз. Қызылтам) — село в Кармакшинском районе Кызылординской области Казахстана. Входит в состав Кармакшинского сельского округа. Код КАТО — 434657400.

## Население
В 1999 году население села составляло 371 человек (185 мужчин и 186 женщин). По данным переписи 2009 года, в селе проживало 210 человек (104 мужчины и 106 женщин).